# イスラエル・カーズナー
イスラエル・M・カーズナー（Israel Meir Kirzner, 1930年2月13日 - ）は、アメリカのオーストリア学派の経済学者。ユダヤ系。
ロンドンに生まれ、後に南アフリカに移る。ケープタウン大学、ロンドン大学に学んだ後、1957年にニューヨーク大学で博士号を取得。現在は同大学で教授を務める。
新古典派的な静態的均衡論に反対し、競争的市場過程の動態的側面を重視する立場を採る。カーズナーの業績で最も著名なものは企業家論であるが、彼は企業家を不完全だが機敏性を持った存在として捉え、その活動の場としての市場過程に着目する。企業家が市場活動を通じて新たな知識を獲得し、それに基づき修正を重ねていくイノベーションによって、市場に均衡化がもたらされると主張する。この点、市場に不均衡をもたらすインパクトのある新機軸をイノベーションとし経済成長の原動力と考えたシュンペーターとは異なる。2014年トムソン・ロイター引用栄誉賞受賞。

## 著書
- Competition and Entrepreneurship, (Chicago 1973). 田島義博監訳『競争と企業家精神―ベンチャーの経済理論』千倉書房, 1985年
- The Economic Point of View: An Essay in the History of Economic Thought, (Kansas City: Sheed and Ward, Inc., 1976).
- Discovery, Capitalism and Distributive Justice, (Basil Blackwell 1989).
- The Meaning of Market Process, (Routledge 1992).